# ستاره انرژی

نشان ستاره انرژی

ستاره انرژی (به انگلیسی: Energy Star) استانداردی بین‌المللی است دربارهٔ نحوه مصرف انرژی توسط دستگاه‌های الکترونیکی و دیگر محصولات تجاری شرکت‌ها. این استاندارد برای اولین بار در دولت آمریکا در سال ۱۹۹۲ خلق شد و سپس کشورهای دیگر مانند کانادا، استرالیا، ژاپن، نیوزیلند، تایوان و کشورهای عضو اتحادیه اروپا نیز آنرا پدیرفتند و اعمال کردند. وسایلی که لوگوی ستاره انرژی را دارا می‌باشند مانند محصولات مربوط به کامپیوتر و اجزا مربوط به آن، وسایل آشپزخانه‌ای و لوازم خانگی، وسایل ساختمان‌سازی و اجزای مربوط به آن، که باید در حالت توازن ۲۰ تا ۳۰٪ انرژی کمتری مصرف کنند. به هر حال بسیاری از شرکت‌هایی که محصولات هدفگیری شده در اروپا تولید می‌کنند از استانداردهای متفاوتی استفاده می‌کنند که از مهمترین آن‌ها می‌توان به نشان استاندارد تی‌سی‌او (TCO) که توسط موسسه‌ای در سوئیس ارائه می‌شود به جای ستاره انرژی نام برد.

## تاریخچه
این نشان در سال ۱۹۹۲ در آژانس محافظت محیطی آمریکا به منظور تلاش در جهت کاهش انرژی مصرفی در تولیدات کارخانه‌ای و کم کردن عوامل به وجود آورنده پدیده گلخانه‌ای، ابداع شد. برنامه توسط جان هافمن، ابداع‌کننده برنامه سبز در آژانس محافظت محیطی آمریکا، گسترش داده شد. این برنامه شامل تدابیری اجباری برای کاهش گازهای گلخانه‌ای به منظور کاهش بیماری‌های ایجاد شده توسط گازهای سمی مانند دی‌اکسید کربن و همچنین تخریب رو به فزونی لایه اوزون بود. این مارک اجباری برای اطمینان حاصل کردن از تضمین کاهش مصرف مداوم انرژِی در محصولات تولیدی کارخانه جات است. در سال ۱۹۹۵ این گواهی شامل سیستم‌های گرمایشی و سرمایشی نیز شد و آن‌ها نیز موظف شدند که زیر استانداردهای این گواهی کار کنند. تا سال ۲۰۰۶ نزدیک به ۴۰٫۰۰۰ کالا گواهی ستاره انرژی را دریافت کردند و هم اینک نیز بسیاری از گستره‌های مورد نظر این استاندارد در حال متحول شدن است، تا جایی که در سال ۲۰۰۶ نزدیک به ۱۲٪ از خانه‌های ساخته شده در آمریکا دارای این گواهی برای تجهیزات و ساختمان خود می‌باشند. آژانس تخمین می‌زند که این طرح تنها در سال ۲۰۰۶ نزدیک به ۱۴ میلیارد دلار در آمریکا صرفه جویی انرژی به بار آورده‌است.

## جزئیات
ستاره انرژی برای هر کدام از محصولات به صورتی جداگانه و متفاوت برنامه‌ریزی شده‌است که تمامی این معیارها توسط آژانس، ارزیابی و اعمال می‌شوند. لیست زیر عمده توجه این گواهی را شامل می‌شود که از وب‌گاه ستاره انرژی اخذ شده:
- وسایل خانگی

از اوایل ۲۰۰۸، یخچالهای متوسط احتیاج به صرف انرژی کمتر به مقداری نزدیک به ۲۰٪ دارند تا زیر استاندارد قرار نگیرند. ماشین‌های ظرف‌شویی نیز باید حداقل ۴۱٪ انرژی کمتر مصرف کنند. دیگر وسایل مانند دستگاه‌های گرمایشی و سرمایشی که دارای نشان زرد رنگ انرژی هستند نیز به تدریج باید فکری در جهت بهبود ساختار کرده تا در رده‌های سبز وارد شوند.
- سیستم‌های گرمایشی و سرمایشی

وسایل گرمایشی اعم از آب‌گرمکن، وسایل تأسیساتی و شوفاژ خانه‌ای، سیستم‌های تهویه مطبوع و کوره‌ها و تشکیلاتشان به علاوه دستگاه‌های خنک‌کننده مانند کولر و دیگر وسایل باید زیر نظر این استاندارد باشند و همچنین با ایجاد فرهنگ جدید برای صرفه جویی در مصرف انرژی در جامعه نیز همگام باشد. کولرهای داخلی و کوچک همچنین براساس استانداردهای آژانس باید ۱۰٪ کمتراز دیگر وسایل انرژی مصرف کنند.
- وسایل الکترونیکی

ستاره انرژی تلویزیون ۳۰٪ ارتقا می‌باید و پس از این تلویزون‌ها نباید بیشتر از این مقدار برق مصرف کنند. این استاندارد همچنین برای حالت استندبای تلویزیون نیز جزئیاتی را در نظر گرفته‌است. همچنین این استاندارد برای دیگر وسایل الکترونیک داخل خانه مانند تلفن بی‌سیم، باتری، شارژر، ویدیو و آداپتورهای خارجی استانداردی برابر با ۹۰٪ کاهش در انرژی را در نظر گرفته‌است.
- لامپ‌های روشنایی

ستاره انرژی لامپ فلورئورسان کاهش انرژی توسط این لامپها را نزدیک به ۷۵٪ کمتر از لامپ‌های رشته‌ای معمولی برق نشان می‌دهد و طول عمرشان نیز نزدیک ده برابر بیشتر است.
- دفاتر خانگی

نوع جدیدی از ستاره انرژی که برای رایانه‌های رومیزی در ۲ ژوئیه ۲۰۰۷ نظر گرفته شده‌است تأکید می‌کند که این دستگاه‌ها یا باید ۸۰٪ بیشتر از قبل کاهش مصرف بدهند یا دیگر نمی‌توانند گواهی ستاره انرژی را داشته باشند و باید دست به طراحی دوباره بزنند.
- ساختمان

خانه‌های جدیدی که زیر استاندارد ستاره انرژی تولید می‌شوند نسبت به خانه‌های معمولی نزدیک به ۱۵٪ کمتر انرژی را هدر می‌دهند. این خانه‌ها به صورت کامل انواع استانداردها اعم از عایق‌بندی، استفاده از پنجره‌های دو جداره، وسایل سرمایشی و گرمایشی مناسب آن خانه، لوله کشی استاندارد گرمایشی و سرمایشی و عایق بندی و… را دارا می‌باشند.